# 女奴 (电视剧)
《女奴》（葡萄牙語：Escrava Isaura，意为“奴隶伊佐拉”）是1976年巴西拍摄、播放的100集电视连续剧。1984年北京电视台译制后在中国播放，受到广大中国观众的喜爱。
1985年女主角卢塞莉亚·桑托斯获得了《大众电视》金鹰奖最佳外国女主角奖（该屆最佳外国男主角是《血疑》中饰大岛茂的宇津井健），由于本届是唯一一届为外国演员设立奖项的金鹰奖，因此桑托斯成为了第一位、也是至今为止唯一的外籍女性金鹰奖得主。